# 48-ма паралель південної широти
48-ма паралель південної широти — лінія широти, що лежить на 48 градусів південніше земної екваторіальної площини. Вона проходить через Атлантичний океан, Індійський океан, Тихий океан та Південну Америку.
На цій широті під час літнього сонцестояння сонце видно 16 годин 3 хвилини, а під час зимового сонцестояння — 8 годин 22 хвилини. Якщо широта в південній півкулі становить 48°50′ або менше, щодня в січні можна спостерігати як астрономічний світанок, так і астрономічні сутінки.

## Список географічних об'єктів, що перетинає 48° пд. ш.
Починаючи з Гринвіцького меридіану та рухаючись на схід, 48-ма паралель південної широти проходить через:
| Координати                                                  | Країна, територія або море | Примітки   |
| ----------------------------------------------------------- | -------------------------- | ---------- |
| 48°0′ пд. ш. 0°0′ сх. д. / 48.000° пд. ш. 0.000° сх. д.     | Атлантичний океан          |            |
| 48°0′ пд. ш. 20°0′ сх. д. / 48.000° пд. ш. 20.000° сх. д.   | Індійський океан           |            |
| 48°0′ пд. ш. 147°0′ сх. д. / 48.000° пд. ш. 147.000° сх. д. | Тихий океан                |            |
| 48°0′ пд. ш. 75°18′ зх. д. / 48.000° пд. ш. 75.300° зх. д.  | Чилі                       | Айсен      |
| 48°0′ пд. ш. 72°25′ зх. д. / 48.000° пд. ш. 72.417° зх. д.  | Аргентина                  | Санта-Крус |
| 48°0′ пд. ш. 65°55′ зх. д. / 48.000° пд. ш. 65.917° зх. д.  | Атлантичний океан          |            |